# Бизин, Виктор Петрович
Бизин, Виктор Петрович — академик Украинской академии наук, доктор педагогических наук, профессор, Заслуженный работник физической культуры и спорта Украины.
Родился 8 июля 1954 года в г. Сланцы Ленинградской области. Закончил Киевский государственный институт физической культуры (1977 г.)
Работал директором ДЮСШ (г. Кременчуг), доцентом кафедры легкой атлетики, профессором кафедры олимпийского и профессионального спорта, проректором по научной работе Харьковской государственной академии физической культуры, профессором кафедры физической подготовки и спорта академии внутренних войск МВД Украины.
До 04.08.2017г. — профессор кафедры «Здоровье человека» Кременчугского национального университета им. Михаила Остроградского.
Умер в возрасте 63 лет 4 августа 2017 года в г.Кременчуге.
Основные научные интересы: разработка технических средств обучения двигательным действиям на основе исследования регуляции движений спортсменов на различных этапах многолетней тренировки.
Главный редактор сборников научных трудов «Инновационные технологии в сфере физического воспитания, спорта, туризма, рекреации и валеологии» и «Актуальные проблемы развития традиционных и восточных единоборств». Член редколлегий научных изданий «Педагогика, психология и медико-биологические проблемы физического воспитания и спорта», «Физическое воспитание студентов творческих специальностей».
1990—2010 г.- создал научные лаборатории по проблемам совершенствования технических средств обучения двигательным действиям в Харьковской государственной академии физической культуры, Военной академии ВВ МВД Украины, Кременчугском национальном университете им. М. Остроградского.
1994—2004 г. — руководитель комплексной научной группы по подготовке сборной команды Украины (легкоатлетические метания) к Олимпийским играм.
2000—2003 г. — член экспертного совета по физическому воспитанию и спорту Высшей аттестационной комиссии Украины.
1998—2013 г. — член специализированных советов Волгоградской государственной академии физической культуры, Харьковской государственной академии физической культуры, Национального университета физического воспитания и спорта Украины, Луганского национального университета им. Тараса Шевченко.
Опубликовал более 200 научных работ.